# Karl Cordin
Karl Cordin (* 3. November 1948 in Dornbirn) ist ein ehemaliger österreichischer Skirennläufer. Der Abfahrtsspezialist wurde 1970 Vizeweltmeister, zweimal Österreichischer Meister, gewann drei Weltcuprennen und einmal den Abfahrtsweltcup.

## Biografie
Cordin kam durch seinen Vater, der in den 1930er Jahren im Nordischen Skisport erfolgreich war, schon früh zum Skilauf. Nachdem er mit seiner Familie nach St. Anton am Arlberg übersiedelte, wurde er Mitglied im Ski-Club Arlberg. Zu Beginn seiner Karriere erzielte er die besten Resultate in den technischen Disziplinen Slalom und Riesenslalom. So stand er 1967 im Slalom am Puerto de Navacerrada erstmals in einem FIS-Rennen auf dem Podest. Schon bald aber wurde die Abfahrt zu seiner Spezialdisziplin.
Der Durchbruch im Weltcup gelang Cordin im Jänner 1969 mit zwei dritten Plätzen am Lauberhorn in Wengen und am Hahnenkamm in Kitzbühel. Mit zwei weiteren Top-5-Ergebnissen erzielte er in der Saison 1968/69 den sechsten Rang im Abfahrtsweltcup. Zudem wurde er 1969 zum ersten Mal Österreichischer Abfahrtsmeister. Im Winter 1969/70 erreichte Cordin zunächst den zweiten Platz in Wengen und ebenfalls Rang zwei in Garmisch-Partenkirchen. Bei den Weltmeisterschaften 1970 in Gröden gewann er hinter dem Schweizer Überraschungssieger Bernhard Russi die Silbermedaille. Eine Woche nach der WM feierte er in der letzten Weltcupabfahrt dieses Winters in Jackson Hole seinen ersten Weltcupsieg, womit er punktegleich mit seinem Landsmann Karl Schranz den Abfahrtsweltcup gewann.
Im Dezember 1970 erzielte Cordin in Val-d’Isère seinen zweiten Sieg in einer Weltcupabfahrt. Nach weiteren Top-10-Resultaten folgte am Ende der Saison 1970/71 der nächste Podestplatz und damit Platz drei im Abfahrtsweltcup. Zudem wurde er 1971 zum zweiten Mal Österreichischer Meister in der Abfahrt. Weniger erfolgreich verlief die Saison 1971/72, in der er zwar fünf Top-10-Ergebnisse, aber keinen Podestplatz erreichte und auf Platz elf im Abfahrtsweltcup zurückfiel. Bei den Olympischen Winterspielen 1972 in Sapporo fuhr Cordin auf Rang sieben. Im Winter 1972/73 gelang ihm mit Platz zwei in Gröden wieder ein Podestplatz und er verbesserte sich im Abfahrtsweltcup auf Rang sechs. Am 18. Dezember 1973 feierte Cordin in Zell am See seinen dritten und letzten Weltcupsieg, womit er auch in diesem Winter Sechster im Abfahrtsweltcup wurde. Bei den Weltmeisterschaften 1974 in St. Moritz verpasste er als Vierter die Bronzemedaille um weniger als eine Zehntelsekunde.
In der Saison 1974/75 war Cordin durch eine Meniskusverletzung beeinträchtigt, die er sich im Training zuzog. Sein bestes Saisonergebnis war der vierte Platz in St. Moritz. In weiteren vier Weltcupabfahrten fuhr er unter die schnellsten zehn, im Abfahrtsweltcup fiel er auf Rang elf zurück. Zu Beginn des nächsten Winters gelangen ihm noch zwei Top-10-Platzierungen, aber nach stärker werdenden Knieproblemen gab er aus gesundheitlichen Gründen im Jänner 1976 seinen Rücktritt bekannt. Später wurde Cordin ein erfolgreicher Tennisspieler. In den 1990er-Jahren wurde er mehrfacher Ski-Tennis-Weltmeister in seiner Altersklasse.

## Erfolge

### Olympische Winterspiele
- Sapporo 1972: 7. Abfahrt

### Weltmeisterschaften
- Gröden 1970: 2. Abfahrt
- Sapporo 1972 : 7. Abfahrt
- St. Moritz 1974: 4. Abfahrt

### Weltcupwertungen
Karl Cordin gewann einmal die Disziplinenwertung in der Abfahrt.
| Saison  | Gesamt | Gesamt | Abfahrt | Abfahrt |
| Saison  | Platz  | Punkte | Platz   | Punkte  |
| ------- | ------ | ------ | ------- | ------- |
| 1968/69 | 18.    | 41     | 6.      | 41      |
| 1969/70 | 10.    | 65     | 1.      | 65      |
| 1970/71 | 12.    | 56     | 3.      | 56      |
| 1971/72 | 28.    | 24     | 11.     | 24      |
| 1972/73 | 17.    | 53     | 6.      | 53      |
| 1973/74 | 18.    | 37     | 6.      | 37      |
| 1974/75 | 22.    | 31     | 11.     | 31      |
| 1975/76 | 46.    | 7      | 19.     | 7       |

### Weltcupsiege
Cordin errang insgesamt 10 Podestplätze, davon 3 Siege:
| Datum             | Ort          | Land       | Disziplin |
| ----------------- | ------------ | ---------- | --------- |
| 21. Februar 1970  | Jackson Hole | USA        | Abfahrt   |
| 20. Dezember 1970 | Val-d’Isère  | Frankreich | Abfahrt   |
| 18. Dezember 1973 | Zell am See  | Österreich | Abfahrt   |

### Österreichische Meisterschaften
- Österreichischer Meister in der Abfahrt 1969 und 1971

## Auszeichnungen (Auszug)
- 1999: Silbernes Ehrenzeichen für Verdienste um die Republik Österreich